# Альгайда
Альгайда (ісп. Algaida) — іспанське місто та муніципалітет, розташоване в південно-центральній частині Майорки на Балеарських островах. Він межує з муніципалітетами Пальма — для району Леванте, Ллучмайор, Монтуїрі, Льорет-де-Віста-Алегрі, Санчеллас і Санта-Євгенія.

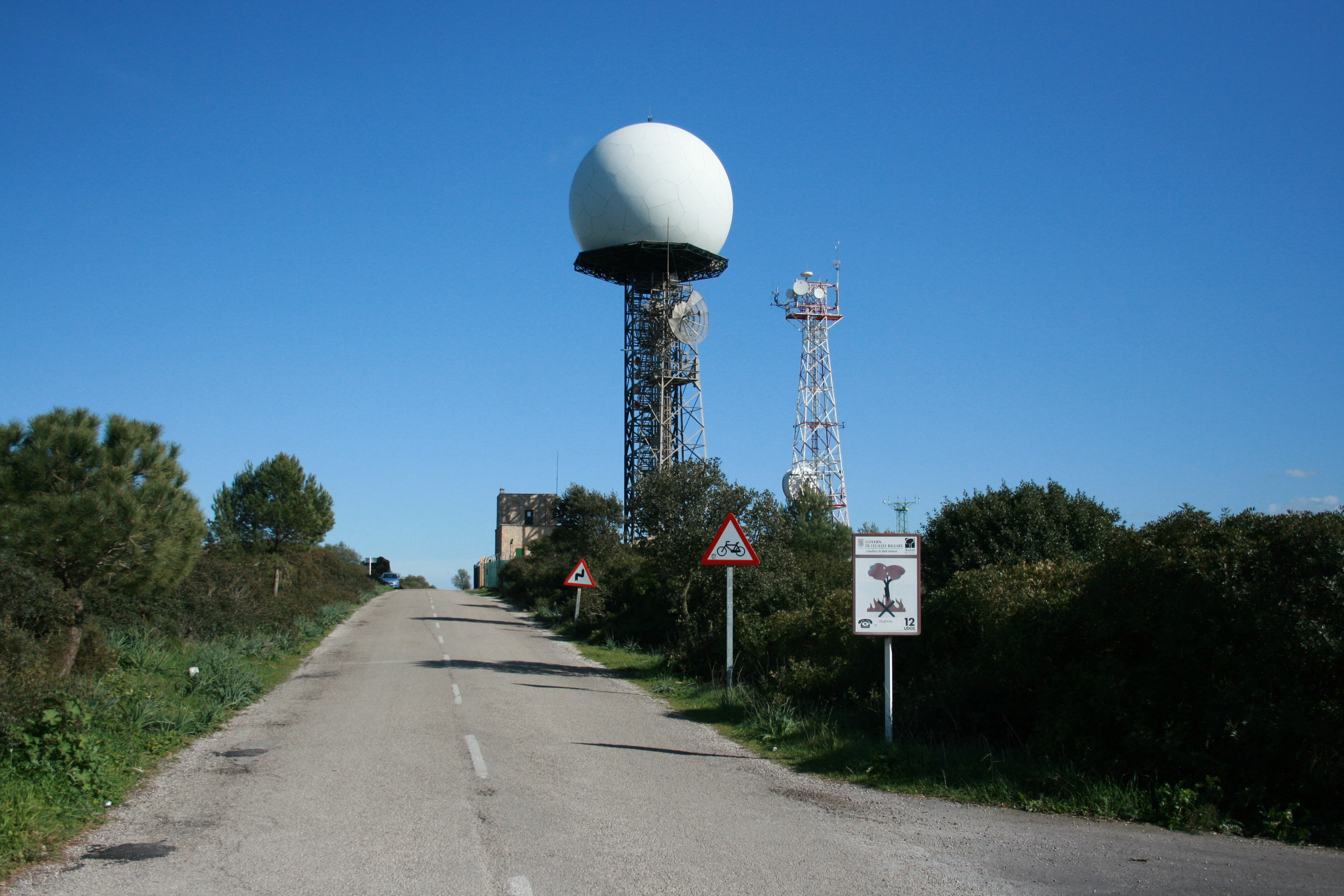
Знаменитий радар піку Ранда в Альгайді.

Муніципалітет Алгайдіно включає населені пункти: Альгайда — муніципальна столиця, Піна та Ранда. Дістатися до Альгайди з Пальми можна по трасі Ma-15.

## Історія
Збереглися докази існування населення цього району в доталайотичний період, людські останки, знайдені в печерах Сон-Реус, і талайотичні, такі як місто Са-Серра-Пунксуат. За часів арабського панування він належав до району Мунтуй, де на той час уже існували ферми, які дадуть початок нинішнім населеним пунктам. Ці ферми були розташовані поблизу водотоків, щоб скористатися перевагами найродючіших земель, для яких араби побудували гідротехнічну інфраструктуру для зрошення, серед яких виділяється підземний канал Сон Реус де Ранда, довжиною 299,8 метрів, найдовший на Майорці..
Місто спочатку було відоме під назвою Кастелліткс, за назвою парафії, розташованої в однойменному маєтку, який був першим побудованим після завоювання приблизно до 1410 року, коли відбулася зміна власника на користь церкви Альгайда.

## Географія
Рельєф муніципального району, як і решти регіону, слабо порізаний, на південному сході виступає масив Ранда з вершинами Ранда (543 м), Сон Реус (501 м) і Сон Ройг (420 м).
Середня температура 15,5 °C Найсухіший місяць — липень, в середньому випадає 12,5 л/м². Найбільше опадів було зафіксовано 17 вересня 1943 року — 97 л/м².

## Демографія
Площа муніципалітету становить 89,78 км 2. У 2022 році воно мало населення 6075 мешканців і густоту 67,66 жителів/км 2.
| Vertical bar chart of Альгайда between 1842 and 2021 |
|                                                      |

| Vertical bar chart of Альгайда between 1998 and 2017 |
|                                                      |